# Mohamad Asfari
Mohamad Asfari (* 22. Februar 1983) ist ein syrischer Poolbillardspieler aus Aleppo.

## Karriere
Mohamad Asfari begann in einem von seinen Eltern betriebenen Club mit dem Billardspielen. Von 2011 bis 2013 wurde er Syrischer Meister. Bei der 9-Ball-Weltmeisterschaft 2011 verlor er sein Auftaktmatch mit 6:9 gegen den Spanier Francisco Sánchez. Anschließend besiegte er den Saudi-Araber Omar al-Omari mit 9:0, bevor er durch eine 5:9-Niederlage gegen Hsu Kai-lun ausschied. 2012 und 2013 gewann er die Westasienmeisterschaft.
Während des Bürgerkriegs in Syrien flüchtete Asfari 2013 über die Türkei, Griechenland, Mazedonien, Serbien und Kroatien nach Deutschland. Nach seiner zweimonatigen Flucht lebte er zunächst in einer Flüchtlingsunterkunft in Heiligenstadt, später zog er nach Dortmund.
In der Saison 2015/16 begann er beim 1. PBC Erfurt Billard zu spielen. Sein erster größerer Erfolg in Deutschland war der Gewinn der Thüringischen Landesmeisterschaft in der Disziplin 14/1 endlos im April 2016. Im Finale besiegte er Ernst Schmidt mit 125:90. Da 14/1 endlos im syrischen Billardsport kaum verbreitet ist, hatte er erst wenige Wochen zuvor bei seinem Ligadebüt erste Wettkampferfahrungen in dieser Disziplin gesammelt.

### Mannschaftskarriere
Vor seiner Flucht nach Deutschland war Asfari syrischer Nationalspieler.
In der Saison 2015/16 spielte er mit der zweiten Mannschaft des 1. PBC Erfurt in der Verbandsliga. Zur Saison 2016/17 wechselte er zum PBC Schwerte 87, mit dessen zweiter Mannschaft er in der 2. Bundesliga spielt.